# ヨセフ・タル
ヨセフ・タル（ヘブライ文字:יוסף טל, ラテン文字:Josef Tal、1910年9月18日 - 2008年8月25日）は、イスラエルの作曲家。

## 生涯
ドイツ帝国領ポーゼン近郊のピンネ（現在のポーランド領ポズナン近郊のプニェヴィ）で、ヨーゼフ・グリュンタールとして生まれた。生後すぐに一家はベルリンに移り住んだ。父のユリウス・グリュンタールはユダヤ教のラビで、ユダヤ高等学院で古代言語学を教えていた。ヨーゼフは幼いころからシナゴーグで音楽に親しんだ。
ベルリン音楽大学（現在のベルリン芸術大学）でパウル・ヒンデミットとマックス・トラップにピアノと作曲を、ハインツ・ティーセンに音楽理論を、クルト・ザックスに楽器法を、ジークフリート・ボリスにソルフェージュを、レオニード・クロイツァーにピアノ教授法を、それぞれ学んだ。またヒンデミットから音楽大学の電子音楽研究所を紹介された。1931年に音楽大学を卒業し、ダンサーや歌手あるいは無声映画のピアノ伴奏者として働いた。
ナチス政権が成立すると、ユダヤ人の彼の仕事がなくなったため1934年にパレスチナに移住した。彼と家族はキブツで生活したが馴染むことができず、エルサレムに居を移してピアノ教師として生活し、時にはパレスチナ管弦楽団でハープ奏者として活動した。
1937年、パレスチナ音楽院のピアノ・音楽理論・作曲の教師として招かれた。1948年から1952年にかけてエルサレム音楽アカデミーの院長を務めた。1951年にヘブライ大学の講師に招かれ、1961年にそこにイスラエル電子音楽センターを設立した。1965年には同大学の上級教授となり、のちに音楽学部長となった。教え子にベン＝ツィオン・オルガド、ナオミ・シェメルなどがいる。
また国際現代音楽協会のイスラエル代表として熱心に活動し、ベルリン芸術アカデミーとベルリン高等研究所の会員でもあった。
作品には3つのヘブライ語オペラ、4つのドイツ語オペラ、6つの交響曲、13の協奏曲、室内楽曲、電子音楽などがある。

## ギャラリー

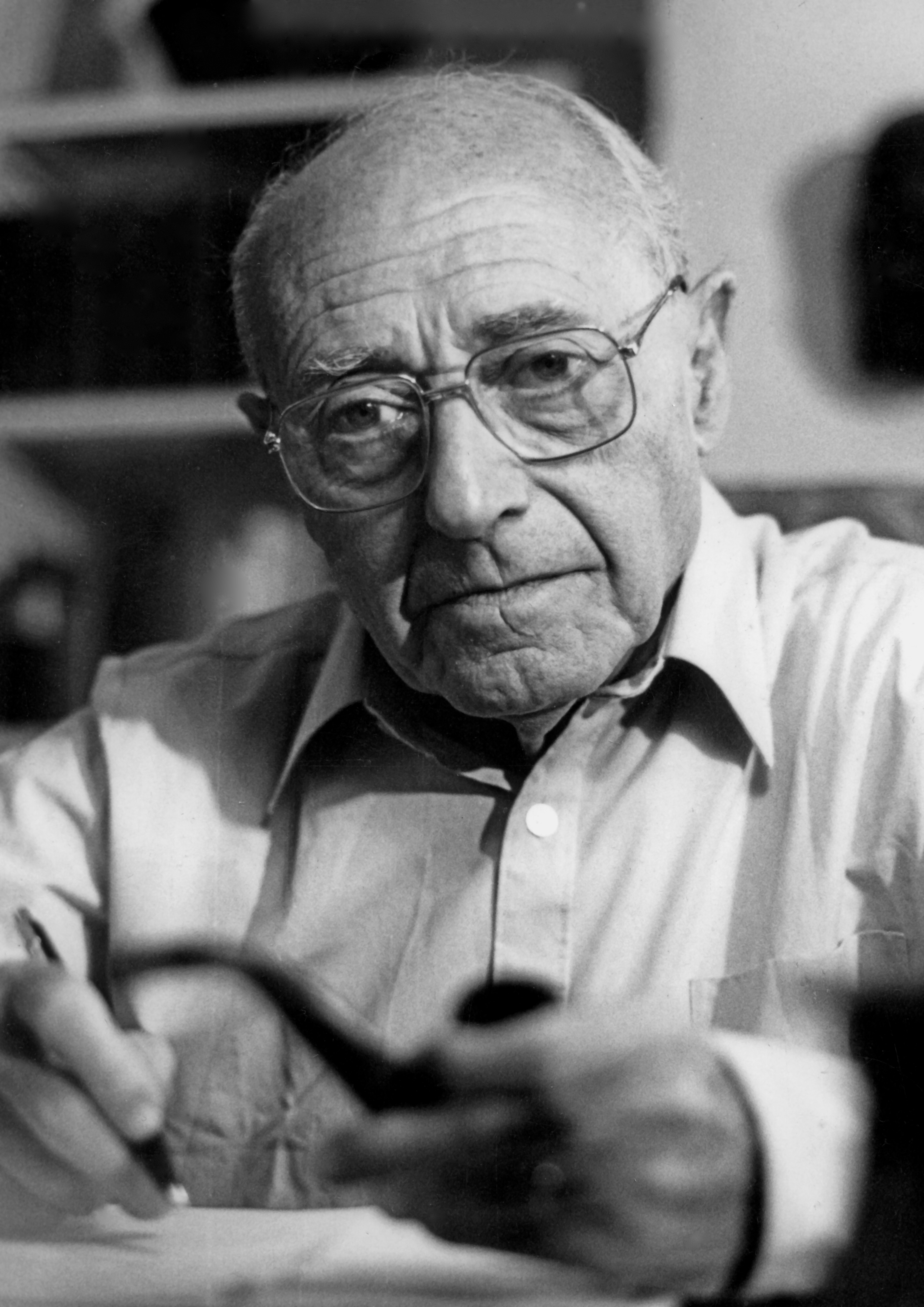
ヨセフ・タル（1987年）
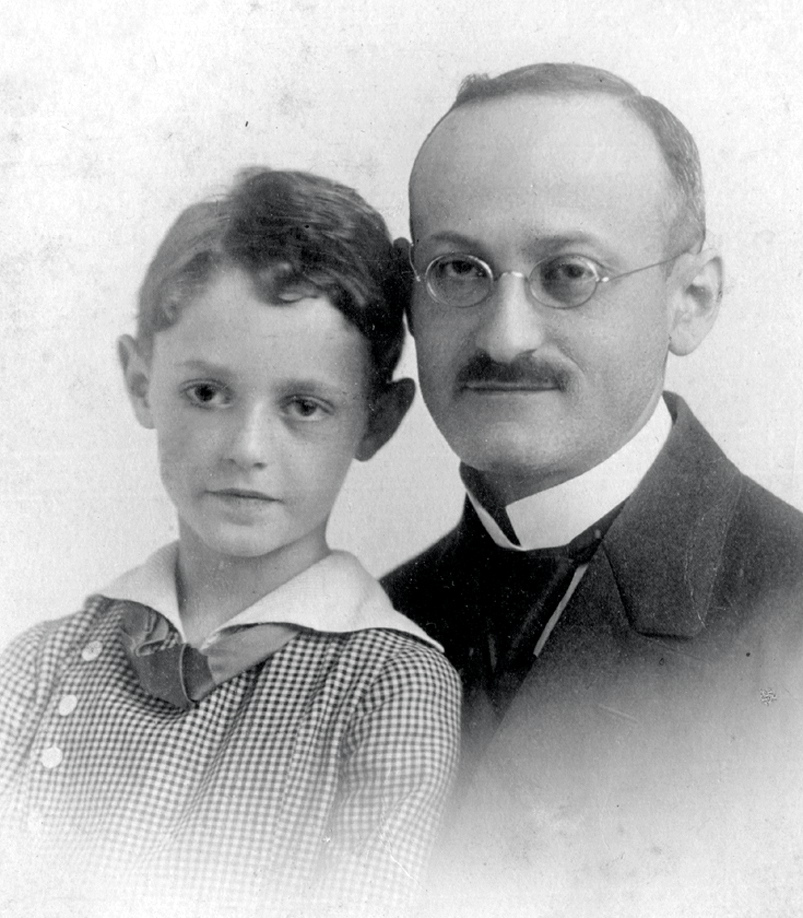
ヨセフ・タルと父親（1917年）
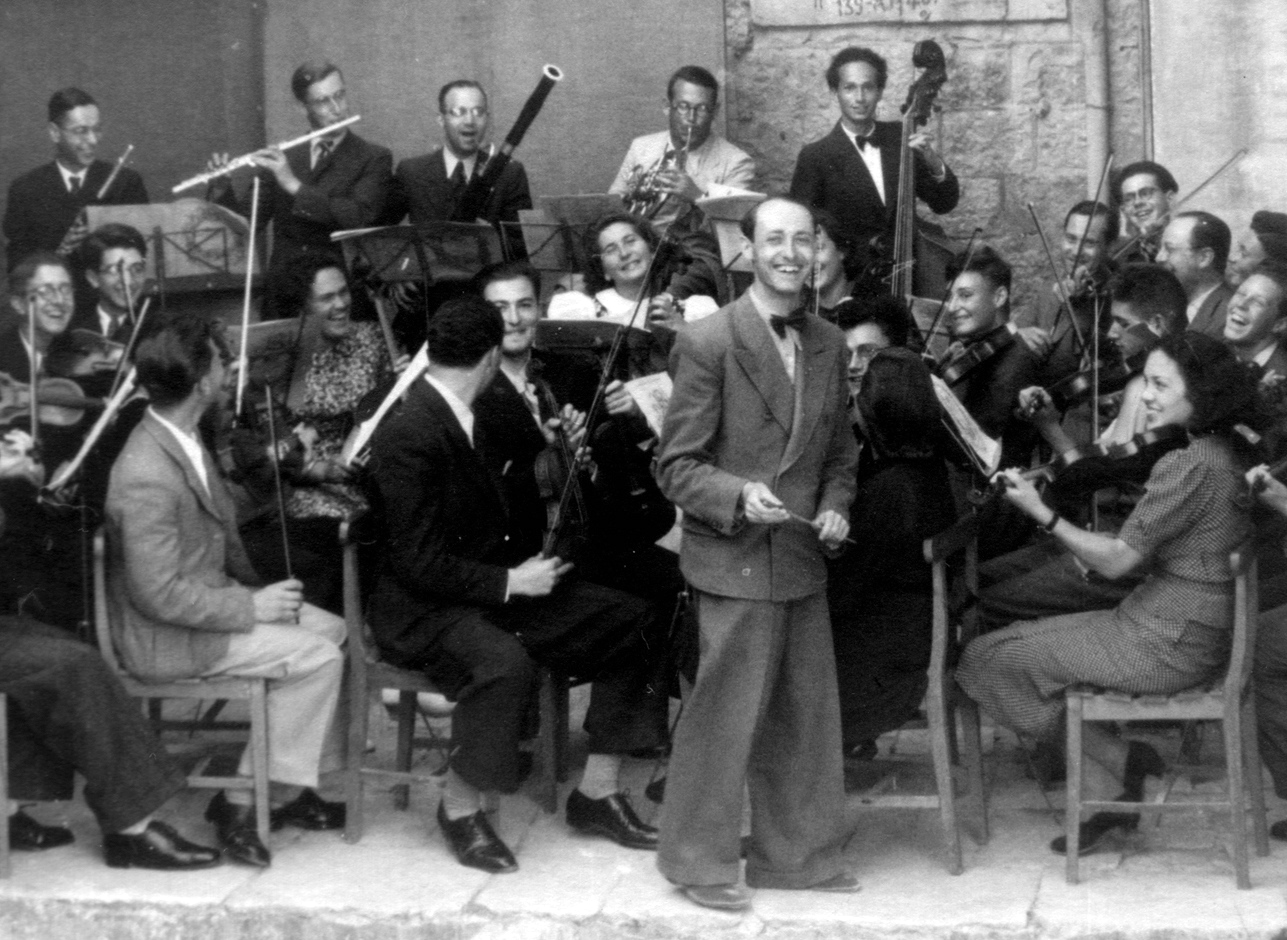
タルとパレスチナ音楽院オーケストラ（1939年）
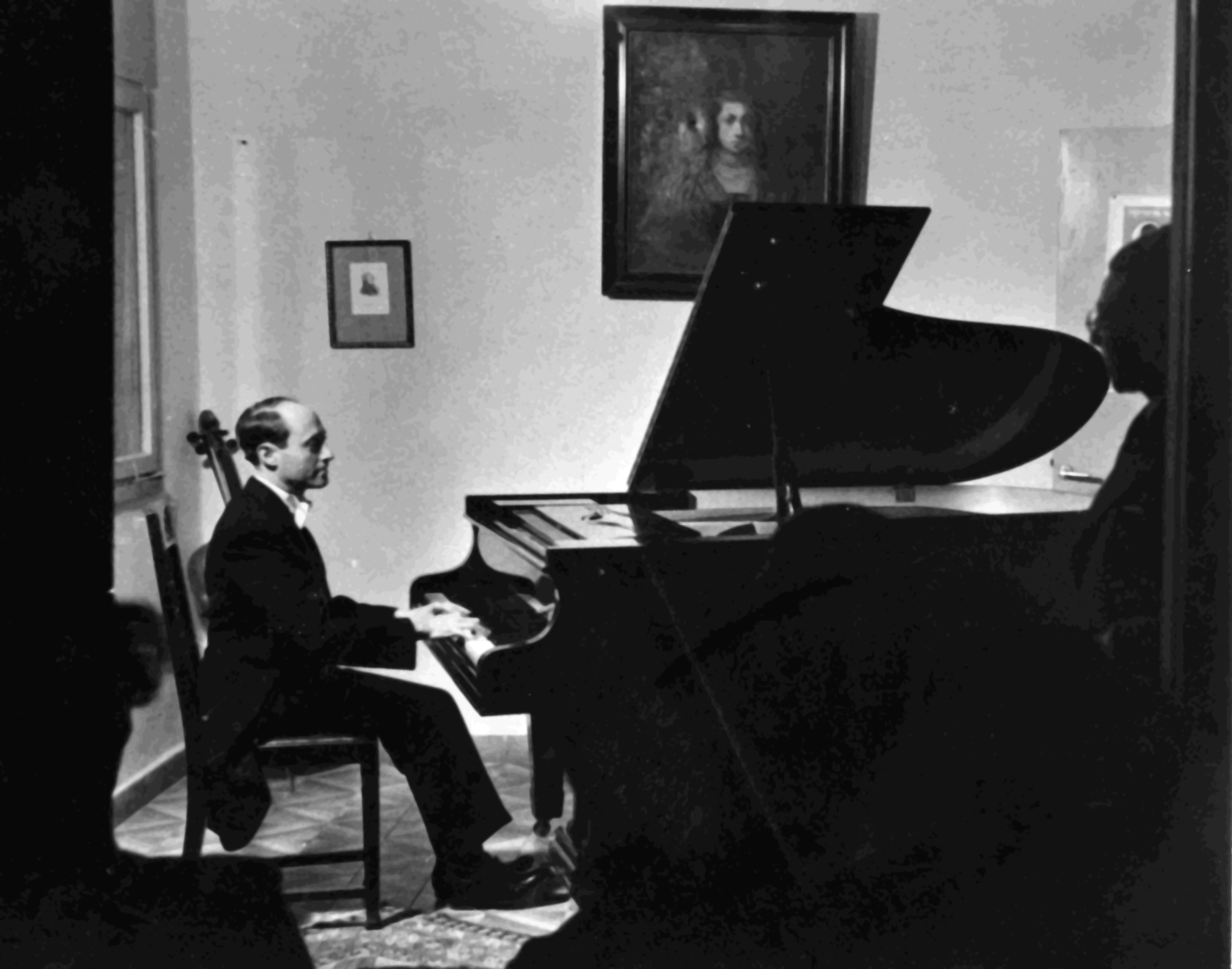
テルアビブでのピアノ演奏会（1944年）
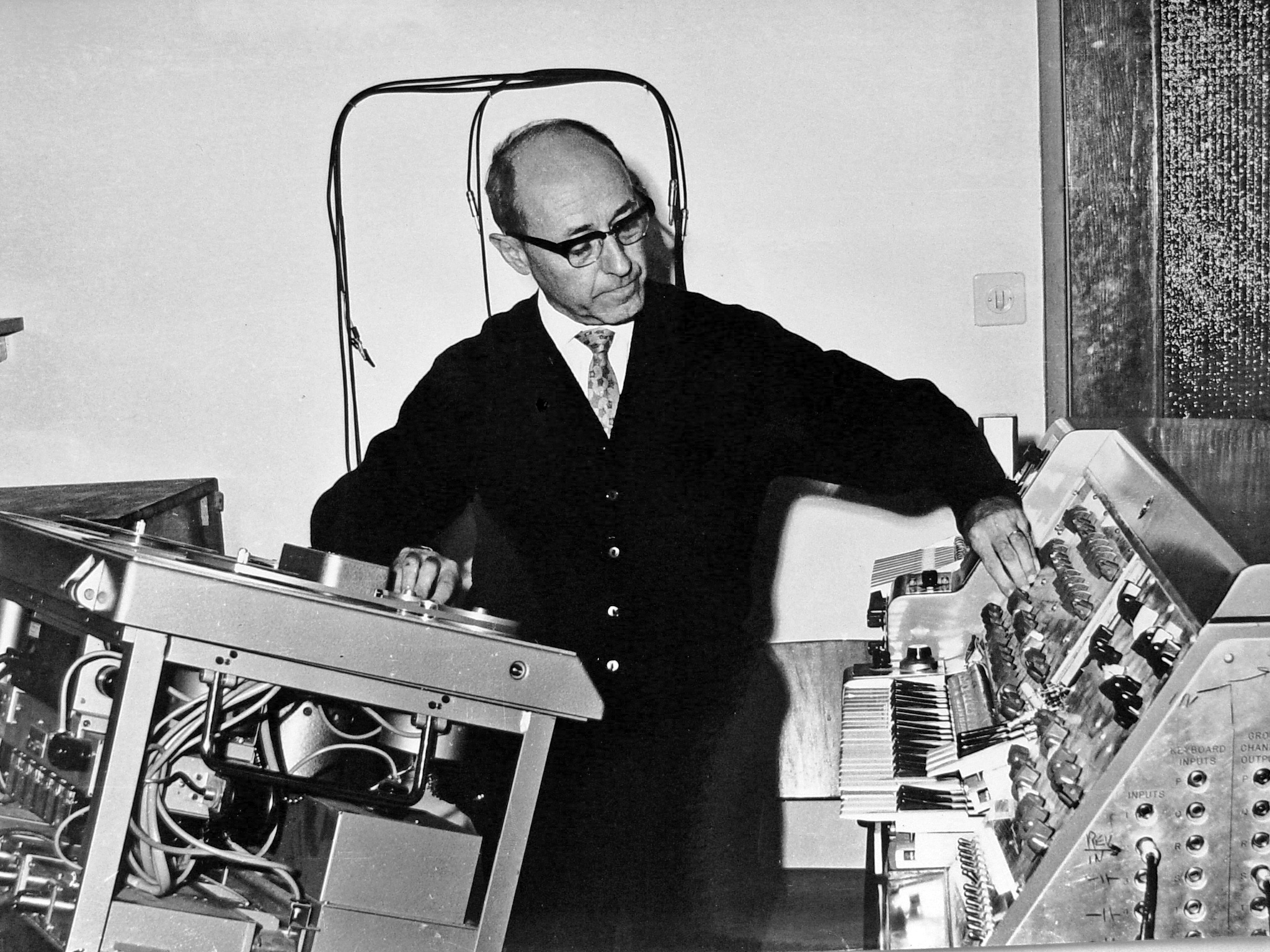
電子音楽センターにて
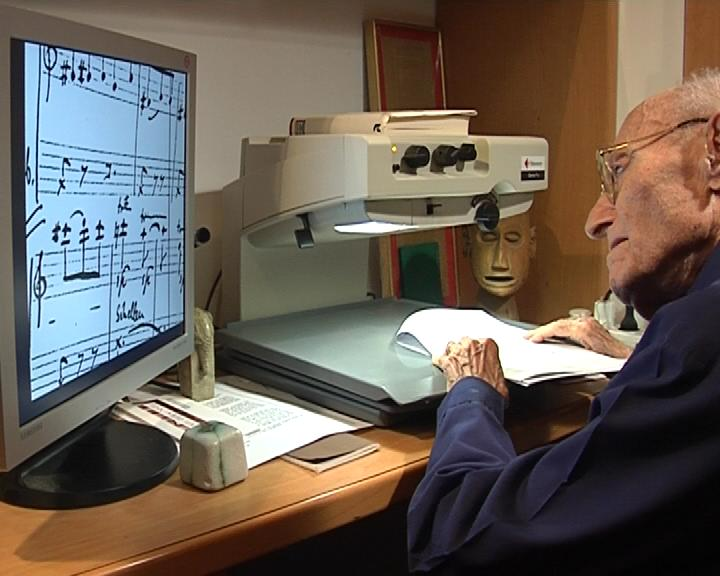
ヨセフ・タル（2006年）

## 文献
- Elmar Weingarten, Habakuk Traber (Hrsg): Verdrängte Musik. Berliner Komponisten im Exil. Argon, Berlin 1987, ISBN 3-87024-118-7, S. 376.
- Shlomo Markel: On Notation for Electro Acoustic Music and Interactive Environment for Composition. Dissertation, Technion, Haifa 1993.
- Yohanan Ron: The Music of Josef Tal – Selected Writings. The Israeli Music Archive, Tel Aviv University, Department of Musicology, 2000.
- Jehoash Hirshberg: Josef Tal In: Stanley Sadie (Hrsg.): The Grove Dictionary of Music and Musicians|New Grove Dictionary of Opera. 1992, ISBN 0-333-73432-7/ISBN 1-56159-228-5.
- Jehoash Hirshberg: Joseph Tal's Homage to Else. In: Ariel – A Quarterly Review of Arts and Letters in Israel. No. 41 (1976), S. 83–93.

## 受賞歴
- イスラエル賞 1970年
- ウルフ賞芸術部門 1982年